# Chelonus talyshicus
Chelonus talyshicus är en stekelart som först beskrevs av Vladimir Ivanovich Tobias 2003.  Chelonus talyshicus ingår i släktet Chelonus och familjen bracksteklar. Inga underarter finns listade i Catalogue of Life.